# VKA-23
VKA-23 (z ruského воздушно-космический аппарат, neoficiálně Lapotok) byl sovětský projekt malého jednomístného raketového kluzáku, první návrh raketoplánu vůbec. Projekt vznikl v roce 1958 a raketoplán měl umožnit vstup prvním lidem do vesmíru a k tomu sloužit vojenským účelům jako je sledování nepřátelského území. Kluzák měl být schopen letu po dobu 24 až 27 hodin, ukončeného řízeným klouzavým sestupem v čase zhruba 1,5 hodiny.

## Historie projektu
Kluzák navrhl v roce 1958 Pavel Cybin z OKB-256 na objednávku Sergeje Pavloviče Koroljova, který jej zamýšlel vynášet svou právě testovanou raketou R-7. Raketoplán měl dostat první lidi do vesmíru a následně být využíván pro vojenské špionážní účely. Familiární název Lapotok získal pro svůj zvláštní tvar připomínající tradiční lýkové boty láptě, používané na ruském venkově.
Kvůli velkým technickým potížím byl ale nakonec projekt v říjnu 1960 zastaven. Hlavním důvodem byla značně podceněná tepelná ochrana a dalším pak rychle pokračující a slibné zkoušky kosmické lodi Vostok a návratové špionážní družice Zenit.

## Popis kluzáku
Byl to malý jednomístný raketový kluzák s hmotností 3,5 t a rozměry 9 m × 1,7 m × 3 m. Rozpětí křídel, které se měly vyklápět až po snížení vysoké sestupové rychlosti na 500 až 600 m/s, bylo 7,5 m. Toto rozpětí poskytlo nosnou plochu 8,7 m². Trup i křídla byla z oceli a trup měla tepelně chránit 100 mm silná vrstva křemíku a 70 mm vrstva jemných uhlíkových vláken. Příď měla být chlazená tekutým lithiem a náběžné hrany křídel vzduchem. Při zkouškách se však tato tepelná ochrana ukázala jako velmi nedostatečná. Letoun měl být vynášen do výšky 300 km. Pilot ve skafandru měl k dispozici pouze stísněný prostor a malá okénka na stranách, na předním okně byl astroorientační přístroj. Sedačka byla katapultovací.

## Další projekty
Cybin po zrušení projektu přešel do vývojového týmu OKB-1, který pracoval právě na Vostoku a Zenitu, k jejichž vývoji tak i přispěl. Dalším sovětským projektem na raketoplán byl projekt nepilotovaného raketoplánu Kosmoplan N714-295 s ambicí letět k Marsu i k Venuši a zpět, jenž také nebyl dokončen.